# Itaverava
Itaverava es un municipio brasileño situado en el estado de Minas Gerais. Según el censo de 2022, tiene una población de 5642 habitantes.

## Toponimia
El topónimo es vocablo de origen tupí. Ita significa «piedra» y berava, «brillante» o «fascinante», por lo cual Itaverava significa «piedra brillante» o «piedra fascinante».

## Historia
El descubrimiento de Itaverava tuvo lugar en el del siglo XVIII, lo que la convirtió en una de las primeras minas de oro de Minas Gerais. Según la tradición, el pueblo fue fundado por dos exploradores, uno paulista y otro carioca, a principios del siglo XVIII. Se cuenta que estos exploradores dejaron algunas personas en la zona para que realizaran plantaciones a fin de abastecerse de alimentos durante la exploración.
Después de la formación del campamento de Itaverava, se construyó su primera iglesia, dedicada a San Antonio de Lisboa, en 1726, que se convirtió en la sede del poblado.
El distrito de Itaverava fue creado en 1752, preteneciendo al término de Queluz (actual Conselheiro Lafaiete). Obtuvo la autonomía como municipio en 1962.